# Leucobrotula adipata
Leucobrotula adipata is een straalvinnige vissensoort uit de familie van naaldvissen (Parabrotulidae). De wetenschappelijke naam van de soort is voor het eerst geldig gepubliceerd in 1952 door Koefoed.